# Dario G
Dario G (Дарио Джи) — английская группа электронной музыки. Группа основана в графстве Чешир.

## Название
Первоначально группа носила название Dario, но после судебного иска одного художника, носившего то же имя, музыканты поменяли название на Dario G. Продюсер Пол Спенсер впоследствии говорил, что они добавили букву G в названии группы в честь американского джаз - саксофониста Кенни Джи.

## История
Группа основана в 1996 году и первоначально состояла из трех музыкантов-диджеев и продюсеров Скотта Россера, Пола Спенсера и Стивена Спенсера.
Стивен Спенсер (в 1999 г.) и Скотт Россер (в 2002 г.) позже ушли из группы, чтобы заняться собственными проектами.
В 1997 году  Dario G заняла второе место в рейтинге UK Singles с альбомом "Sunchyme".
Следующий сингл "Карнавал де Пари", написанный в 1998 году к начинающемуся чемпионату мира по футболу во Франции, также довольно долго оставался среди европейских хит-парадов. Эта композиция стала наиболее известным произведением данной группы и снискало всемирную популярность.
В 1998 году группа выпустил свой первый альбом "Sunmachine".
В марте 2000 года, третий сингл группы "Голоса", был использован в фильма "The Beach".
В январе 2001 года Dario G выпустил альбом  "Dream to Me", который занял 9-е место в рейтинге Singles Chart.
В 2001 году Dario G выпустили свой второй альбом In Full Colour.
В ноябре 2001 года вышел их следующий сингл "Say What's on Your Mind".
В начале 2003 года Dario G выпустили "Feels Like Heaven", ремейк хита 1980-х годов, "Feels Like Heaven". Эта песня заняла 39-е место в UK Singles Chart.
К чемпионату мира по футболу в Корее и Японии 2002 года группа выпустила новую версию "Карнавал де Пари".
Новый сингл "Кольцо огня" был выпущен в сентябре 2006 года.
В 2010 году Дарио G записали новую песню "Game On" вместе с рэпером Pitbull , для официального саундтрека чемпионат мира по футболу 2010 года в ЮАР.
Сингл "We Got Music" был выпущен в Великобритании 23 февраля 2014 года.

## Дискография

### Синглы
- Sunchyme — 1997
- Carnaval de Paris — 1998
- Sunmachine — 1998
- Dream To Me — 2001
- Carnaval 2002	— 2002
- Heaven Is Closer — 2002
- Countdown — 2008

### Альбомы
- Sunmachine — 1998
- In Full Colour — 2001[1]